# Barre Denis
Barre Denis ist ein Ort im Quarter (Distrikt) Castries im Westen des Inselstaates St. Lucia in der Karibik. 

## Geographie
Der Ort liegt im Süden des Quarters, abgelegen in einem Seitental des Cul de Sac, zusammen mit der Siedlung Ferrand. Verbindungsstraßen gibt es nur nach Odsan im Norden und Barre Duchaussee im Süden.